# 雷麻店站
雷麻店站是一个宁西铁路和双雷线（宁西合九货车外绕线）上的铁路车站，位于安徽省合肥市蜀山区小庙镇雷麻村。车站由上海局集团合肥车务段管辖，目前不办理客、货运营业，为四等站，邮政编码为231281。车站原随宁西铁路建于2003年，宁西铁路二线开通后，雷麻店站于2015年封闭。
2019年10月30日，作为合安货车线工程的一部分，雷麻店站重新开通。宁西合九货车外绕线于2021年6月18日开通。

## 相邻车站
| 上一站       | 中国铁路 | 中国铁路 | 中国铁路 | 下一站               |
| ------------ | -------- | -------- | -------- | -------------------- |
| 长安集往南京 |          | 宁西铁路 |          | 官亭镇往西安經新丰镇 |
| 南岗往双墩集 |          | 双雷线   |          | 直通至宁西铁路       |